# 朱約信
朱約信（1966年2月16日—，藝名朱頭皮），臺灣創作歌手，是新台語歌運動的成員之一。
目前是台灣基督長老教會義光教會長老。2005年至2013年擔任真理大學通識學院兼職副教授。

## 得獎/入圍紀錄

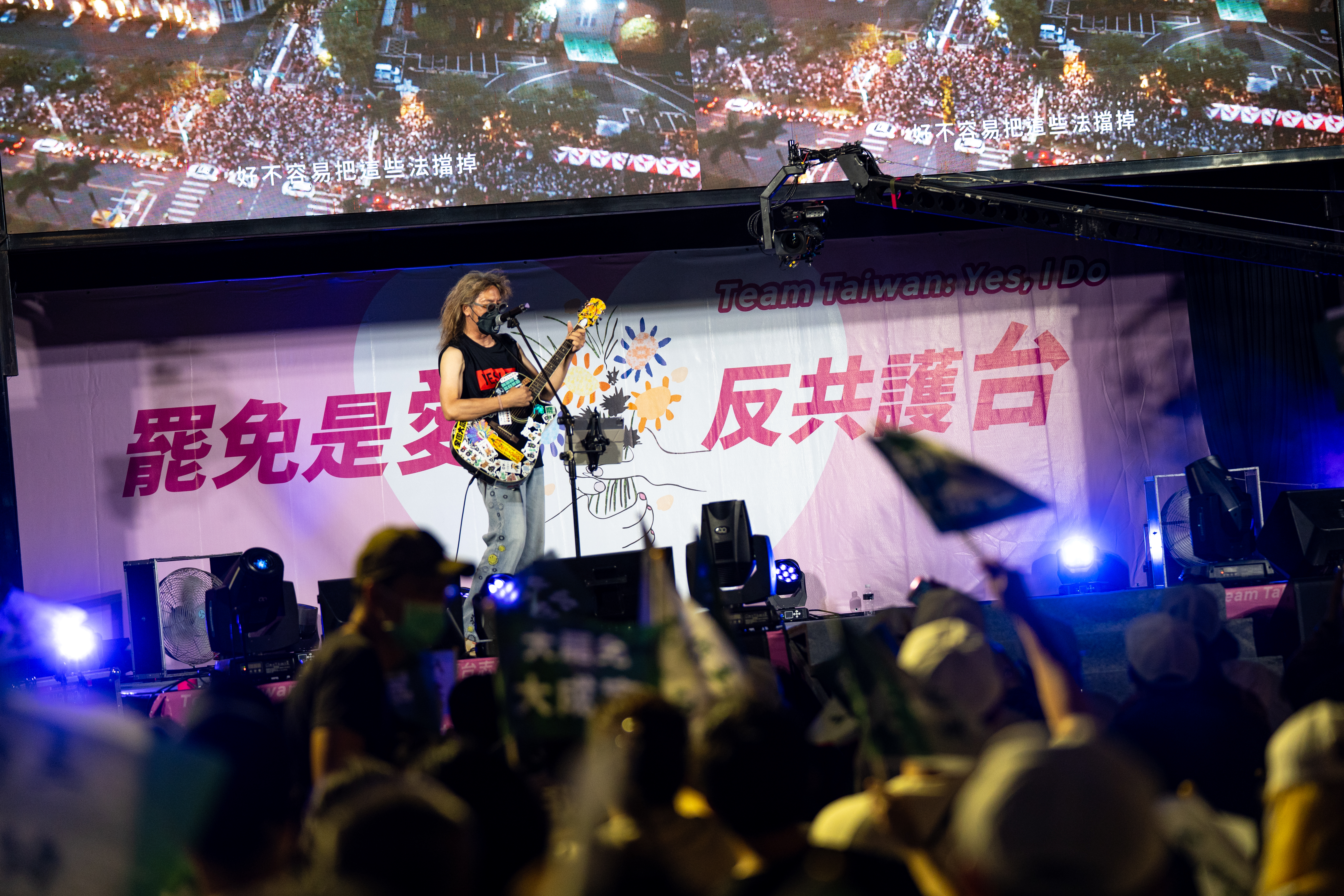
朱約信

- 1989-『金曲龍虎榜』LOBO歌唱比賽第3名。
- 1991-汐止鎮歌選拔第一名作品-水返腳。(【辦桌】專輯)。
- 1996-中國時報/音樂人交流協會/年度十大專輯【和諧的夜晚OAA】。
- 2000-第11屆金曲獎最佳方言男演唱人獎。
- 2005-台客搖滾-最神經台客獎-豬頭皮。
- 2006-母語創作比賽-坤天坤地。佳作。
- 2014-台北建成扶輪社 [鄭福田獎]。
- 2019/05/入選【南面而歌】朱頭皮-植有木瓜樹的小鎮(林良哲作詞)。
- 2022/金音獎 入圍【最佳創作歌手】(防疫清冰箱)。
- 2023/金鐘獎 入圍【生活風格節目主持人獎】(唱頌台灣)。

## 出版作品

### 音樂

#### 專輯
| 發行時間      | 作品名稱                           | 發行公司                             | 備註                                                                           |
| ------------- | ---------------------------------- | ------------------------------------ | ------------------------------------------------------------------------------ |
| 1991年5月20日 | 朱約信的音樂-台語創作現場作品(貳)  | 水晶唱片                             |                                                                                |
| 1994年4月16日 | 豬頭皮的笑魁唸歌-我是神經病        | 滾石唱片/真言社                      |                                                                                |
| 1995年1月     | 豬頭皮的笑魁唸歌(二)外好汝甘知     | 滾石唱片/真言社                      |                                                                                |
| 1995年11月    | 豬頭皮的笑魁唸歌(三)-我家是瘋人院  | 魔岩唱片                             |                                                                                |
| 1996年10月    | 和諧的夜晚OAA                      | 魔岩唱片                             |                                                                                |
| 1998年11月    | 小豬頭皮的遊樂場                   | 魔岩唱片                             |                                                                                |
| 1999年8月     | 傲骨人生：豬頭皮就是朱約信         | 魔岩唱片                             |                                                                                |
| 2000年3月     | 豬頭2000精選輯                     | 魔岩唱片                             |                                                                                |
| 2000年9月     | Hotdogs.com                        | 新和寬頻                             |                                                                                |
| 2016年        | 人生半百古來嘻                     | 相知國際/索尼音樂/CD版               |                                                                                |
| 2017年        | 人生半百才開始                     | 好有感覺音樂/黑膠版                  |                                                                                |
| 2018年        | 我是神經病 (黑膠+CD 套裝)          | 真言社/滾石                          | 重新出版/加新歌/搭配 朱頭皮聯名SPINBOX唱機/【我是神經病】STUPID MIX 明信片膠。 |
| 2018年        | 朱約信的音樂-台語創作現場作品(貳)  | 朱頭皮音樂/(黑膠+CD 套裝)            | 重新出版                                                                       |
| 2020年9月30日 | 朱頭皮普拉斯未知之境 黑膠/CD/卡帶  | 朱頭皮音樂/艾比路唱片行/好有感覺音樂 |                                                                                |
| 2022年5月     | 朱頭皮爵士樂團【防疫清冰箱】       | 三川唱片                             |                                                                                |
| 2023年12月    | 【三十鵝麗】#楊逵-鵝媽媽出嫁30周年 | 目宿媒體                             |                                                                                |

#### EP
| 發行時間  | 作品名稱                              | 發行公司 | 備註 |
| --------- | ------------------------------------- | -------- | ---- |
| 1996年2月 | 豬頭皮告別豬頭皮的笑魁唸歌EP          | 魔岩唱片 |      |
| 1996年9月 | 和諧的夜晚OAA-台灣原住民舞曲-remix ep | 魔岩唱片 |      |

#### 原聲帶
| 發行時間  | 作品名稱            | 發行公司  | 備註 |
| --------- | ------------------- | --------- | ---- |
| 2001年1月 | 晴天娃娃-電影原聲帶 | 倍特/勇士 |      |

#### 合輯
1992
飛越在蘭陽【宜蘭區運】索引唱片/水晶唱片。

| 發行時間     | 作品名稱                                                           | 發行公司                                             | 備註                                                        |
| ------------ | ------------------------------------------------------------------ | ---------------------------------------------------- | ----------------------------------------------------------- |
| 1991年       | 來自台灣底層的聲音                                                 | 水晶唱片                                             |                                                             |
| 1991年10月   | 辦桌                                                               | 寶麗金唱片                                           |                                                             |
|              |                                                                    |                                                      |                                                             |
| 1992年11月   | 葉啟田-『野鳥』-《戀愛的滋味》(李坤城/朱約信/蕭福德)               | 吉馬唱片                                             |                                                             |
| 1993年10月   | 鵝媽媽出嫁--楊逵紀念專輯                                           | 水晶唱片                                             |                                                             |
| 1993年12月   | 『THE PARTY』內《monkey在我背》+《爸爸愛媽媽》+《音樂還是繼續fun》 | 真言社(滾石唱片)                                     | 《monkey在我背》由羅百吉作曲、《音樂還是繼續fun》由陶喆作曲 |
| 1994年10月   | 『辦貳桌—拜碼頭』-《白鷺鷥裀兜》                                   | 水晶唱片                                             | 原收錄於1993年『龍潭-百年大鎮』音樂合輯                     |
| 1996年2月    | 『十大魔王』-《祅飽吵》                                            | 魔岩唱片                                             |                                                             |
| 1997年3月    | 王識賢—『只要你越頭』                                              | 滾石唱片                                             | 寫兩曲+總製作                                               |
| 1997年3月    | 蔡秋鳳—『生活影印機』                                              | 滾石唱片                                             | 寫兩曲+總製作                                               |
| 1998年12月   | 『台語聖誕專輯：當聽天使在吟講』                                   | 真言社(喜樂音唱片)                                   |                                                             |
| 1999年10月   | 921紀念專輯-『我能做』                                             | 基力音樂                                             |                                                             |
| 1999年11月   | 黃色聖誕                                                           | 基力音樂                                             |                                                             |
| 2001年12月   | 美麗之島．人之島                                                   | 台灣人權促進會                                       | 總製作                                                      |
| 2002年4月    | 因祂活著                                                           | 基力音樂                                             | 寫歌唱歌製作                                                |
| 2004年10月   | 搖滾主耶穌                                                         | EMI唱片                                              |                                                             |
| 2005年8月5日 | 台客搖滾驚險輯 2CD                                                 | 滾石唱片                                             |                                                             |
| 2005年       | 秋天的孩子                                                         | 典選音樂                                             | 李坤城紀念其子李卓奇之合輯                                  |
| 2006年4月7日 | 台客搖滾驚險輯-台中紀念盤 3CD                                      | 滾石唱片                                             |                                                             |
| 2008年8月    | 卡巴卡CABACA                                                       | 喜馬拉雅音樂                                         |                                                             |
| 2009年7月    | 搖滾主耶穌-2                                                       |                                                      | 義光教會60周念紀念 讚隊                                     |
| 2010年7月    | 『讚隊 前進──聖歌特讚隊II』-《我的燈需要油-主在叫咱人》            | 歐讚文化                                             |                                                             |
| 2011年9月    | 搖滾主耶穌-3 唱頌聖詩                                              |                                                      |                                                             |
| 2013年11月   | 『不核作！臺灣獨立音樂反核輯』-《反核雷鬼》                        |                                                      | 以「搖滾主耶穌」名義                                        |
| 2016年       | 『南面而歌』-《一定iPad溫開水》&《司機伯伯》                       | 滾石唱片                                             |                                                             |
| 2019年11月   | 『撐』-《Be Water》                                                |                                                      | 收錄「撐香港要自由」演唱會中部分歌手演唱歌曲                |
| 2023年12月   | 楊逵-鵝媽媽出嫁30周年                                              | 朱頭皮音樂 PIGHEADSKIN music & 目宿媒體Fisfisa Media |                                                             |

#### 電影主題曲&音樂電影
| 發行時間 | 作品名稱                           | 發行公司                   | 備註 |
| -------- | ---------------------------------- | -------------------------- | ---- |
| 1994     | 【狂賭一族出頭天】片中曲『錢錢錢』 | （許冠傑原曲）（武雄填詞） |      |

### 書籍
- 聽見2000分之100：十個音樂人（1999年，商周出版）
- 2008台灣暢銷CCM TOP 10（2003年，校園書房）
- 豬頭皮的開天窗（2003年，榮光傳道會）

## 主持作品

### 電視節目
- 有聲的所在/新台語歌五年紀 中天電視 真言社 1995 (偶而兼主持)
- 寶島蜜見（TVBS電視台）(1995)(+謝麗金)
- 萬國音飆、另類酷樂、流行音樂側標、流行音樂百年紀事、嗑音樂（MTV電視台）(1996-1999)
- 台灣原聲帶（民視無線台）(1997)
- Happy Time/黑皮探（好消息衛星電視台）：與黃國倫一同主持（1998）
- 公視53街-學生樂團搖滾秀台灣公共電視（2001）
- 音樂開天窗（好消息衛星電視台）（2001）
- 台灣公共電視《飆紀錄Live夜》2007年11月5日-2007年11月30日
- 戲棚下新眼光-新眼光電視台(2008)
- 唱頌台灣@暢song世界-民視(2022/6/4開始)。2022/12月 改為【唱頌台灣】

### 電台節目
- [台北電台]『迴想曲』新台語歌單元（1993）。
- 台中[全國電台]『笑談樂聲』(1994-1995) 。
- [亞洲電台]『蕭豬哥』（1996）。
- [台北之音]『台北OFFICE』一週（1999）。
- [台北之音]『台北甚麼都有』一週（2000）。
- [POWER-989]『GUEST DJ』兩週（2000）。
- [台北之音]台灣大不同/with鈕承澤 帶狀（2000/7月-12月）。
- [台北之音]『台北小耳朵』（2001/1月-6月）。
- [綠色和平]『萬國骯仔標』（1997始）。
- [中廣音樂網wave radio]『wave開天窗』（2001/04/21始）, FM96.3/六/日。
- [ETFM]『黃國倫/音樂101』（2005/08 始）「豬頭皮遊樂園」。
- [央廣] 【台客搖滾向前衝】(2017年/08始)。

## 演出作品

### 電視劇
- 台視《吐司男之吻》（客串 殺手耶穌 2001年）
- 公視《愛你一百年》（飾演 神父 2012年）
- 公視《穿越101》（飾演 土地公 2013年）(另兩個土地公:大支 馬茲卡)
- 公視《魂囚西門》（飾演 [虛空] 神密修道人士）(2019/2月上片)
- 華視《伊是我的思慕》短片（飾[林桑 一個鬼魂的概念]）(2019-09-21)
- 公視《什麼都沒有雜貨店》（飾 旺伯）(2024-06-23)

### 電影
- 1995年《流浪舞台》飾演 主角-小開.
- 2001 發表短片 讚美來跳舞來讚美 (兒童影展 訂做)。
- 2005年《人魚朵朵》飾演 傑克出版社老板-傑克. (女兒 也演).
- 2012年《命運狗不理》飾演 齊天法師.
- 2017年《大佛普拉斯》飾演 汽車旅館 泡澡池 歌手 唱[台東人]

### 音樂劇/舞台劇
- 2023年【春天佇佗位】台語親子音樂劇。演[搖滾老阿公]